# Lahbīd
Lahbīd (persiska: لهبید) är en ort i Iran.   Den ligger i provinsen Khuzestan, i den centrala delen av landet, 600 km söder om huvudstaden Teheran. Lahbīd ligger 109 meter över havet och antalet invånare är 118.
Terrängen runt Lahbīd är platt.Runt Lahbīd är det ganska tätbefolkat, med 62 invånare per kvadratkilometer. Närmaste större samhälle är Longīr-e Vosţá, 8,9 km norr om Lahbīd. Trakten runt Lahbīd är ofruktbar med lite eller ingen växtlighet.